# Fujio Yamamoto
Fujio Yamamoto (山本 富士雄, Yamamoto Fujio) est un footballeur japonais né le 27 mai 1966.

## Biographie
Fujio Yamamoto joue en faveur des Urawa Red Diamonds, du NKK, et du Bellmare Hiratsuka.
Il dispute 32 matchs en première division japonaise, inscrivant un but.